# Wat Samphran

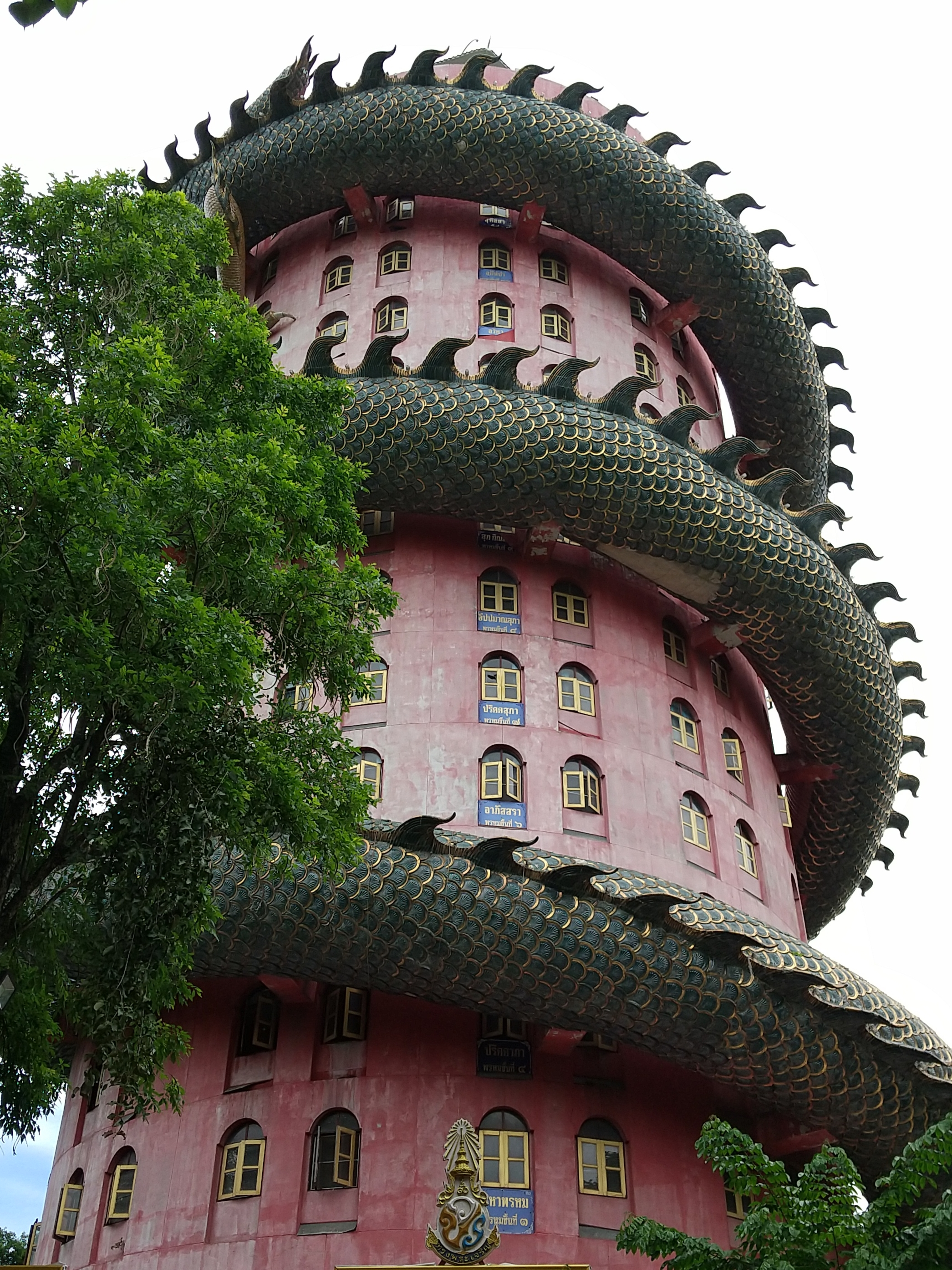
Ngôi chùa ở góc nhìn từ dưới mặt đất.

Wat Samphran (tiếng Thái วัด สามพราน) là một ngôi chùa Phật giáo (wat) ở huyện Sam Phran, tỉnh Nakhon Pathom, cách Bangkok khoảng 40 km về phía tây. Ngôi đền được chính thức đăng ký vào năm 1985. 
Ngôi chùa nổi tiếng với tòa nhà hình trụ màu hồng cao 17 tầng với một tác phẩm điêu khắc rồng khổng lồ uốn quanh toàn bộ chiều cao. Nội thất của tác phẩm điêu khắc rồng có cầu thang, tuy nhiên nó đã trở nên xuống cấp do môi trường. Chùa cũng chứa một bức tượng phật khổng lồ cũng như nhiều bức tượng Phật bổ sung. 

Các giáo sĩ đền thờ đã dính líu vào một vụ bê bối hành vi sai trái tình dục dẫn đến án tù dài năm 2004. 